# Bhikkhuni
Een bhikkhuni is een non in het boeddhisme. Het dagelijks leven en veel van de regels voor bhikkhuni's komen sterk overeen met die van bhikkhu's de boeddhistische monniken.
Voor bhikkhuni's is er echter een striktere discipline. Een van de redenen hiervoor is dat in de tijd van de Boeddha vrouwen onder bescherming stonden van mannen. De Orde van Bhikkhuni's is daarom ook ondergeschikt aan de Orde van Bhikkhu's, die een begeleidende en overziende rol speelt in de Orde van de Bhikkhuni's. Het leven van een rondreizende bhikkhuni was daarnaast gevaarlijker dan het leven van een rondreizende bhikkhu, waardoor de Boeddha regels voor de bhikkhuni's opstelde die voor de bhikkhu's niet nodig waren. Bhikkhuni's mogen bijvoorbeeld niet alleen rondreizen, maar wel met zijn tweeën. De maatschappij in India had verder striktere regels voor vrouwen, waardoor burgers soms klaagden over het gedrag van bhikkhuni's, terwijl ditzelfde gedrag voor monniken passend was. In het Pali Canon telt de patimokkha voor bhikkhuni's 311 regels, terwijl er voor de bhikkhu's 227 zijn.
Aanvankelijk aarzelde de Boeddha of hij vrouwen de mogelijkheid moest geven om boeddhistisch non te worden, maar werd daartoe overtuigd door zijn monnik-discipel Ananda. Later zei de Boeddha dat indien er geen bhikkhuni's zouden zijn, de Sangha niet compleet zou zijn en zijn leer niet optimaal in de wereld gevestigd zou zijn.
Omdat de discipline voor bhikkhuni's zo relatief zwaar en moeilijk is, houdt de meerderheid van de bhikkhuni's zich niet aan sommige (centrale) regels, waardoor zij soms dagelijks zware overtredingen begaan. In de Thaise Bos Traditie in Engeland is de orde van Siladhara's opgericht als een alternatief voor de huidige 'moderne' tijd. De discipline voor Siladhara's is lichter dan de discipline voor bhikkhu's.
In het Theravada boeddhisme is de linie van bhikkhuni's sinds ongeveer het jaar 1300 uitgestorven. In het Tibetaans boeddhisme zijn er nooit bhikkhuni's geweest. In de Mahayana boeddhistische landen China, Taiwan en Zuid-Korea zijn er nog steeds bhikkhuni's. De tradities in deze landen gaan terug naar de tijd van de Boeddha, en zijn vanuit India en Sri Lanka in China, Taiwan en Zuid-Korea terechtgekomen.
Sinds een aantal jaren gaan er vrouwen speciaal naar Taiwan of Zuid-Korea om bhikkhuni te worden, waarna ze teruggaan naar hun eigen land. In de Aziatische boeddhistische landen (zoals Tibet, Nepal, Thailand en Sri Lanka) wordt dit niet altijd door de maatschappij geapprecieerd, en nemen de bhikkhuni's er een controversiële positie in. Het aantal bhikkhuni's buiten Taiwan en Zuid-Korea is laag.